# Кушниренко, Анатолий Георгиевич
Анато́лий Гео́ргиевич Кушнире́нко (род. 3 июля 1944 года, Таганрог) — советский и российский математик и специалист в области информационных технологий. Заведующий отделом учебной информатики НИИСИ РАН, автор многих учебных пособий по информатике, разработчик обучающей системы программирования КуМир. Кандидат физико-математических наук, доцент механико-математического факультета Московского государственного университета.

## Биография
Кушниренко родился в Таганроге в 1944 году. Отец, Георгий Анатольевич Кушниренко, участник Великой отечественной войны., был радиоинженером, потом стал режиссёром игрового и документального кино.
Обучался в первом в стране специализированном математическом классе в физико-математической школе № 444 в Москве.
В 1967 году окончил механико-математический факультет Московского государственного университета. Специализировался в области функционального анализа. Ученик В. И. Арнольда, под руководством которого защитил кандидатскую диссертацию.
В своей статье 1967 года А. Г. Кушниренко ввёл понятие A-энтропии (в англоязычной литературе позднее закрепился термин «sequence enthropy»), которое является модификацией введённого А. Н. Колмогоровым понятия метрической энтропии динамической системы. Ряд работ Кушниренко посвящён исследованию систем полиномиальных уравнений и получению оценок для числа решений таких систем; полученные им результаты (в частности, «теорема Кушниренко» и «принцип Кушниренко») прочно вошли в арсенал исследователей, работающих в этой области математики.
В 1970 году Кушниренко стал штатным доцентом механико-математического факультета МГУ, а в 1998 году — доцентом-совместителем кафедры ОПУ (общих проблем управления). В 1976—1979 годах Кушниренко был учёным секретарем кафедры ОПУ.
Кушниренко был одним из первых, кто вводил информатику в 1980-х годах как учебный предмет. В 1980 году он вместе с Г. В. Лебедевым создал новый курс информатики в МГУ (на основе этого курса впоследствии был создан учебник «Программирование для математиков»), основанный на оригинальных идеях. В 1987 году вышел второй учебник по информатике для 10-го класса средней школы (первый такой учебник был создан А. П. Ершовым, которому также принадлежит лозунг «Программирование — вторая грамотность», выдвинутый им в 1981 году на конференции ЮНЕСКО), созданный коллективом авторов под руководством Кушниренко. С 1990 по 1997 год учебник «Основы информатики и вычислительной техники» был издан общим тиражом более 7 миллионов экземпляров. Кушниренко считает необходимым изучение информатики в школах.
В основу как курса лекций, так и обоих учебников легли: понятие «исполнителя» (предложенное в конце 1970-х гг. В. Б. Бетелиным и развитое А. Г. Кушниренко и Г. В. Лебедевым) как один из способов реализации концепции объектно-ориентированного программирования, технология программирования «сверху вниз» и иерархия структур данных.
Выступал с двумя докладами на Международном семинаре по компьютерной алгебре и информатике.
С 1996 по 1998 год Кушниренко работал в Пенсильванском университете (англ. The Penn State University) в городе Стейт-колледж (англ. State College), где преподавал математику.

## Сегодня
В настоящее время Анатолий Георгиевич читает спецкурсы и ведёт специальные семинары. Он входит в состав редакционной коллегии журнала «Фундаментальная и прикладная математика».
А. Г. Кушниренко опубликовал свыше 60 работ, в том числе 12 книг. Под его руководством защищено семь кандидатских диссертаций.

## Публикации

### По математике
- Кушниренко А. Г.  О метрических инвариантах типа энтропии // Успехи математических наук. — 1967. — Т. 22, вып. 5 (137). — С. 57—65.
- Кушниренко А. Г.  Аналитическое действие полупростой группы Ли в окрестности неподвижной точки эквивалентно линейному // Функциональный анализ и его приложения. — 1967. — Т. 1, вып. 1. — С. 103—104.
- Кушниренко А. Г.  Действие разрешимой группы Ли в окрестности неподвижной точки // Успехи математических наук. — 1970. — Т. 25, вып. 2 (152). — С. 273—274.
- Кушниренко А. Г.  Многогранник Ньютона и числа Милнора // Функциональный анализ и его приложения. — 1975. — Т. 9, вып. 1. — С. 74—75.
- Бернштейн Д. Н., Кушниренко А. Г., Хованский А. Г.  Многогранники Ньютона // Успехи математических наук. — 1976. — Т. 31, вып. 3 (189). — С. 201—202.
- Кушниренко А. Г.  Многогранники Ньютона и теорема Безу // Функциональный анализ и его приложения. — 1976. — Т. 10, вып. 3. — С. 82—83.

### По информатике
- Кушниренко А. Г., Лебедев Г. В., Сворень Р. А.  Основы информатики и вычислительной техники: Учебное пособие для 10-11-х кл. общеобразовательных учреждений. — М.: Просвещение, 1990. — 224 с. — ISBN 5-09-002719-6. — было переиздано в 1991, 1993 и 1996 годах
- Лебедев Г. В., Кушниренко А. Г.  Программирование для математиков: Учебное пособие для вузов по специальностям «Математика» и «Прикладная математика». — М.: Наука, 1988. — 384 с. — ISBN 5-02-014235-2.
- Кушниренко А. Г., Лебедев Г. В.  12 лекций о том, для чего нужен школьный курс информатики и как его преподавать. — М.: Лаборатория Базовых Знаний, 2000. — 464 с. — 3000 экз. — ISBN 5-93208-063-9.
- Кушниренко А. Г., Лебедев Г. В., Зайдельман Я. Н.  Информатика. 7—9 классы. 3-е изд. — М.: Дрофа, 2002. — 336 с. — 10 000 экз. — ISBN 5-7107-5283-5.
- Кушниренко А. Г., Леонов А. Г., Эпиктетов М. Г., Борисенко В. В., Кузьменко М. А., Назаров Б. А., Ханжин С. Б.  Информационная культура. Кодирование информации. Информационные модели. 9—10 классы. 2-е изд. — М.: Дрофа, 1996. — 205 с. — 50 000 экз. — ISBN 5-7107-0769-4.
- Кушниренко А. Г.  Новые информационные технологии. 11 класс. — М.: Дрофа, 2003. — 160 с. — 10 000 экз. — ISBN 5-7107-6729-8.
- Бетелин В. Б., Велихов Е. П., Кушниренко А. Г.  Массовые суперкомпьютерные технологии — основа конкурентоспособности национальной экономики в XXI веке // Информационные технологии и вычислительные системы. — 2007. — № 2. — С. 3—10.
- Бетелин В. Б., Кушниренко А. Г., Райко Г. О.  Проблемы обеспечения роста производительности отечественных суперЭВМ в период до 2020 года // Информационные технологии и вычислительные системы. — 2010. — № 3. — С. 15—18.